# Bombardamenti di Porto Santo Stefano
I bombardamenti di Porto Santo Stefano ebbero luogo durante la seconda guerra mondiale, tra l'8 dicembre 1943 e il 7 giugno 1944 contro Porto Santo Stefano, capoluogo di Monte Argentario. Il comune, che era utilizzato dalle forze tedesche come centro per i rifornimenti destinati alla linea Gustav, subì 95 bombardamenti da parte delle forze aeree anglo-americane. Le incursioni fecero di Monte Argentario il secondo comune italiano più devastato, dopo Cassino. Le bombe lanciate sui centri abitati causarono la perdita del 96% del patrimonio edilizio e la morte di 165 abitanti.

## Contesto

### L'occupazione tedesca
I tedeschi, per inviare rifornimenti alla linea Gustav, occuparono nell'ottobre 1943 Porto Santo Stefano, stabilendovi la loro piazzaforte. Scelsero la località toscana dal momento che le maggiori basi navali del Tirreno, quali Civitavecchia e Anzio, erano state rese inservibili dai bombardamenti alleati, intensificatisi dopo lo sbarco in Sicilia. Nel paese venne stabilito un presidio, composto da unità militari precedentemente dislocate a difesa del porto di Olbia, chiamate Hafen-Kampf-Kompanie.
I continui bombardamenti alleati avevano reso impossibile inviare materiali e truppe via terra, fu quindi intensificato il trasporto via mare. Nel porto del Valle furono trasferite diverse unità della Kriegsmarine: si trattava prevalentemente di motozattere da sbarco in grado di trasportare grandi quantità di viveri e materiali bellici e di motonavi di piccole dimensioni in grado di nascondersi nelle calette del promontorio. I materiali, caricati su camion militari o su vagoni della ferrovia che collegava Porto Santo Stefano a Orbetello, erano poi indirizzati al fronte.
I tedeschi crearono un centro di raccolta e smistamento dei viveri nella pineta di Feniglia, contemporaneamente, per difendere il porto installarono alcuni pezzi d'artiglieria. La difesa contraerea di Porto Santo Stefano era affidata ad una sola batteria di cannoni da 88 mm FLAK posizionata in località Lividonia e ad altre da 37 mm, assai meno efficaci, al Pozzarello, Santa Liberata, Feniglia e Cala Grande. Le armi di bordo delle motozattere si rivelarono sostanzialmente inefficaci nei bombardamenti che seguirono.

### Le prime avvisaglie
Il 21 ottobre del 1943 apparvero per la prima volta nel cielo dell'Argentario alcuni caccia americani in ricognizione. Questi, per verificare le capacità difensive del territorio, mitragliarono una barca di pescatori, provocando la morte di quattro persone. Lo stesso giorno, i medesimi aerei lasciarono cadere alcune bombe fuori del centro abitato, senza provocare vittime.
Pochi giorni dopo, verso la fine di ottobre, un ricognitore sorvolò la zona in altitudine, emise una luce rossa, dopodiché si allontanò. Molti abitanti interpretarono l'accaduto come preannuncio di imminenti incursioni aeree. Nel frattempo furono identificati quelli che potevano essere i primi i rifugi antiaerei.

## I bombardamenti

Bombardamento del porto del Valle

### Il primo bombardamento
Intorno alle ore 12:00 dell'8 dicembre del 1943, il pasto fu interrotto dall'improvviso allarme della sirena, seguita dalla immediata comparsa di aerei alleati che iniziarono a lanciare bombe sugli impianti portuali, il centro abitato del rione Valle e le campagne circostanti, centrando in pieno gli obiettivi. Questo fuoco si ripeté a ondate successive di pochi secondi l'una dall'altra. Le batterie contraeree tedesche del porto intrapresero un intenso cannoneggiamento, che sarebbe risultato vano. L'incursione durò qualche minuto, le bombe colpirono e affondarono molte imbarcazioni tedesche.
L'attacco fu talmente inaspettato e rapido che solo pochi cittadini riuscirono a raggiungere uno dei rifugi disponibili. Decine di persone che abitavano nel rione Croce trovarono scampo nel campanile della chiesa di Santo Stefano Protomartire.
Dopo il bombardamento prese avvio la prima opera di soccorso, resa difficile dal fatto che non esisteva alcun servizio di pronto intervento in grado di gestire l'emergenza. I soccorsi vennero intrapresi soprattutto per iniziativa individuale dai famigliari e degli amici delle vittime. Dalle macerie vennero tratti in salvo molti individui, trasportati poi al vicino ospedale di Orbetello. Le operazioni di soccorso si protrassero per l'intera giornata dell'8 dicembre e nei giorni successivi.
Nel crollo di edifici persero la vita trentaquattro persone, comprese intere famiglie; molti furono i feriti, alcuni dei quali morirono nei giorni successivi. Ai morti civili va aggiunto l'imprecisato numero delle vittime militari tedesche. 

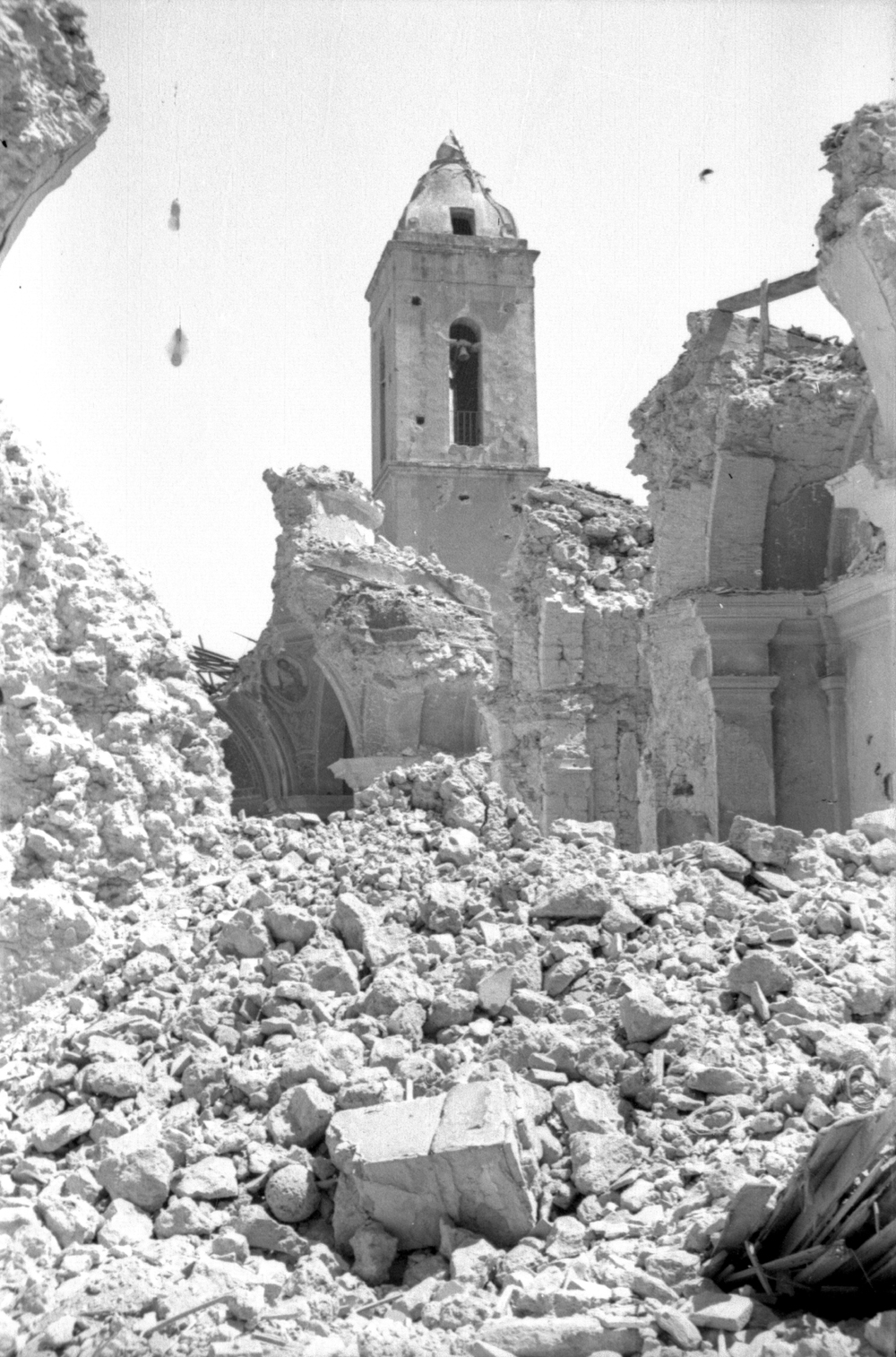
Chiesa di Santo Stefano distrutta dalle mine tedesche, di cui rimase solo il campanile

### La situazione degli sfollati
Dopo il bombardamento la permanenza in paese era diventata molto rischiosa, pertanto la maggior parte della popolazione abbandonò le proprie case.
Chi possedeva una piccola residenza in campagna lontano dai centri abitati vi si stabilì provvisoriamente; altri vennero ospitati da parenti amici; altri ancora vennero accolti da contadini. Si trattava di cercare riparo all'interno del Promontorio, lontano dal porto, principale obiettivo degli aerei alleati. Decine di famiglie si sistemarono negli alloggi e negli uffici delle miniere di Terrarossa; altre si stabilirono nel convento dei Padri Passionisti, dove si trasferirono anche gli uffici comunali. Il resto degli abitanti del paese si sparse nelle località del Promontorio.
L'alimentazione degli sfollati si costituiva principalmente di frutta e verdure, quali erbe, insalata di campo, legumi e persino petali di fiori. Ogni tanto erano distribuite loro piccole quantità di farina per preparare il pane e la pasta. Scarseggiavano invece i condimenti e i generi di prima qualità. L'acqua, al contrario, non mancava mai, data la presenza di svariate sorgenti diffuse nel monte.

### L'esodo di massa
I bombardamenti ripresero, prima ad intervalli quasi regolari, poi sempre più frequenti a partire dal mese di febbraio del 1944, quando raggiunsero un ritmo giornaliero. Nella fase più cruciale Porto Santo Stefano veniva bombardato anche più volte lo stesso giorno.
Dal mese di aprile del 1944 gli anglo-americani intensificarono gli attacchi, che colpirono tutto il territorio. In quel periodo si diffuse tra la popolazione la voce, rivelatasi poi infondata, che gli alleati stessero programmando uno sbarco sulle spiagge dell'Argentario.
Nella situazione delineatasi, i luoghi interni del Promontorio non erano più ripari sicuri per gli sfollati. Per questo motivo, le autorità decretarono l'esodo in massa verso i paesi vicini della Maremma e dell'Amiata. Molti altri però, non intenzionati a sottoporsi a tale esodo, si rifugiarono in località il Grottone, ampia grotta naturale nella roccia, nascosta nella macchia mediterranea. Essendo ben conosciuta dagli abitanti di Porto Santo Stefano, fu uno dei luoghi prediletti di rifugio.

### La ritirata dei tedeschi
(Alle 22.30 dell'11 giugno 1944 il Colonnello Stevens da Radio Londra annunciò che le truppe tedesche avevano abbandonato Porto Santo Stefano)
Il 7 giugno del 1944 gli anglo-americani condussero l'ultima offesa bellica, a cui seguì la ritirata dell'esercito tedesco, che prima di abbandonare la zona, distrusse la chiesa parrocchiale, di cui rimase in piedi solo il campanile, e la croce monumentale "Croce del Predicatore" eretta nei primi anni del '900 sul Monte Argentario. Nella fretta, i tedeschi lasciarono le riserve di viveri accumulate in Feniglia, che vennero prese d'assalto dalla popolazione locale, molto provata. Qualche giorno dopo alcune pattuglie di ricognizione del 143rd Infantry Regiment (US), che stava risalendo la penisola, entrarono in Porto Santo Stefano.

## Cronologia dei bombardamenti e delle incursioni aeree

Consolidated B-24 Liberator bombardano Porto Santo Stefano

A seguire, una dettagliata cronologia dei bombardamenti e delle incursioni pubblicata da Pietro Fanciulli:

### Dicembre 1943
L'8 dicembre alle ore 12:40 ventuno aerei anglo-americani effettuarono il primo bombardamento su Porto Santo Stefano. Venne colpito il rione Valle, sede della zona portuale.

### Gennaio 1944
Il 18 gennaio alle ore 14:00 sei aerei da caccia mitragliarono la Torre di Santa Liberata.
Nel pomeriggio del 28 gennaio una dozzina di aerei bombardarono Porto Santo Stefano. Di nuovo fu colpito il Valle, e in particolare le installazioni portuali.

### Febbraio 1944
Il 6 febbraio alle ore 13:00 alcuni caccia alleati attaccarono il porto, colpendo i binari della stazione ferroviaria e recando danni diffusi al centro abitato.
Il 7 febbraio alle ore 11:30 otto caccia mitragliarono e bombardarono il paese, le località Pozzarello e Santa Liberata. Le bombe distrussero il ramo ferroviario del Pozzarello e una galleria della ferrovia situata presso Santa Liberata. Alle 16:15 dello stesso giorno dodici bombardieri colpirono numerose vie del centro del paese, il deposito macchine e vetture e i binari della stazione.
L'8 febbraio alle ore 13:40 otto aerosiluranti mitragliarono il porto, lanciando su di esso anche dei siluri. Due aerosiluranti furono colpiti e abbattuti da una motozattera tedesca presso il Tombolo della Giannella. Dopo qualche ora su Porto Santo Stefano volarono alcuni caccia e aerei da ricognizione, allontanati poi dal fuoco proveniente dalle motozattere tedesche situate nel porto.
Il 9 febbraio alle ore 12:10 dodici aerei da bombardamento colpirono di nuovo le vie del paese, la darsena e la banchina antistante il piazzale Candi. Un nuovo bombardamento venne inflitto alle 15:40 dello stesso giorno: molte bombe caddero in mare, altre sul porto, provocando l'affondamento di due motonavi tedesche.
L'11 febbraio alle ore 16:00 si verificò un ulteriore bombardamento del porto.
Il 12 febbraio alle ore 16:00 vennero colpiti il rione Pilarella e il tratto di ferrovia con sede in località Pozzarello.
Il 13 febbraio alle ore 15:00 fu bombardato il porto e di nuovo il Pozzarello.
Il 15 febbraio tra le ore 8:00 e le 9:30 dodici aerosiluranti colpirono in due ondate il paese, in particolare il deposito siluri del Siluripedio. Alle ore 16:00 dello stesso giorno fu lanciata una nuova incursione, che aveva l'obiettivo di bombardare la rada portuale. In questa occasione vennero distrutti i pontili situati davanti al binario del porto, che servivano ai tedeschi per lo scarico di materiale dalle zattere.
Il 16 febbraio alle ore 9:00 tre aerosiluranti colpirono alcune batterie tedesche presso il molo della Pilarella. Un'ora dopo alcune bombe vennero lanciate sul deposito Carburanti situato in località Campone, controllato dai tedeschi. Alle ore 11:15 quattro bombardieri colpirono la baia del Pozzarello, affondando un pontone tedesco. Nel pomeriggio otto aerosiluranti cannoneggiarono il porto, la Pilarella e Punta Lividonia. Alle ore 20:50 un aereo da ricognizione lanciò sul paese numerosi bengala a luce prima azzurra, poi rossa e infine bianca, scattando fotografie. L'azione del ricognitore sarebbe continuata anche nei successivi bombardamenti sul porto, che si protrassero per cinque ore.
Il 17 febbraio alle ore 3:00 si ripeté la stessa serie di azioni: prima i bengala illuminarono il cielo e scattarono fotografie, poi cominciarono i bombardamenti. Vennero colpiti in particolare la darsena, la Capitaneria di Porto, il palazzo della Canonica, la farmacia comunale e molte abitazioni. Si trattò del più grande bombardamento subito dal paese fino a quel momento. Lo stesso giorno venne colpita per la prima volta la rada di Porto Ercole.
Il 20 febbraio alle ore 15:30 quindici bombardieri colpirono il porto, il rione Fortezza e la baia del Pozzarello, dove fu affondata una motozattera tedesca.
Il 26 febbraio alle ore 16:00 ebbe luogo l'ultima incursione aerea del mese volta a colpire il porto.

### Marzo 1944
Il 2 marzo alle ore 20:00 si ebbe un nuovo bombardamento, a cui seguì un raid notturno sul paese illuminato a giorno dai bengala.
Il 4 marzo le postazioni portuali subirono due incursioni: la prima, portata a termine da dodici bombardieri, ebbe luogo alle ore 11:00; la seconda nel pomeriggio.

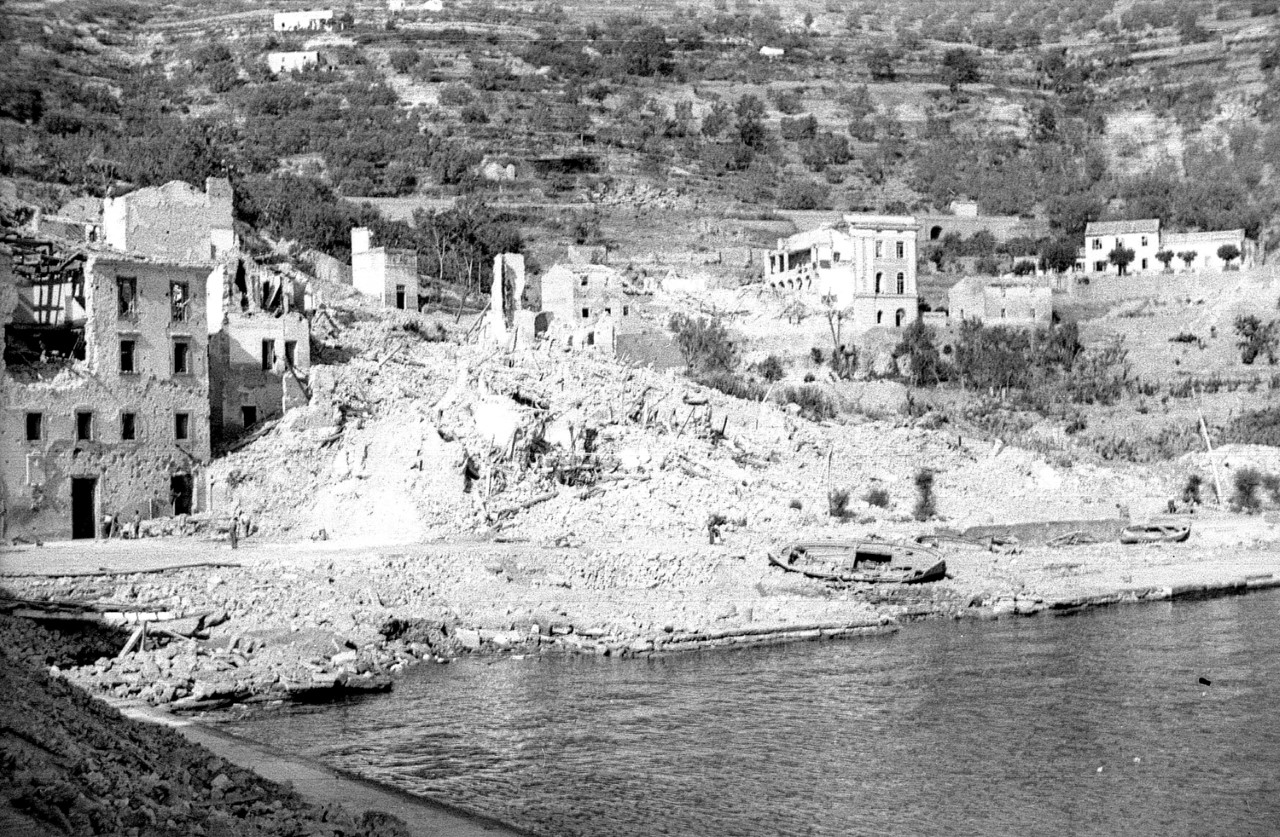
La Piazza centrale di Porto Santo Stefano ridotta in macerie

Il 7 marzo alle ore 16:00 circa quaranta aerei attaccarono il porto. La sera stessa venne effettuata una nuova incursione preceduta dal lancio di bengala contro molte zone di Porto Santo Stefano, comprese alcune aree interne del Promontorio. Il giorno successivo il bombardamento sarebbe stato ripetuto da altri 24 aerei.
Il 13 marzo alle ore 11:00 diciotto bombardieri colpirono il porto. Questa volta l'intervento della contraerea fu efficiente: i tedeschi centrarono un quadrimotore e catturarono un membro dell'equipaggio anglo-americano, che si era lanciato col paracadute.
Il 19 marzo alle ore 13:00 e 16:30 vennero portati a termine due bombardamenti contro il porto e le insenature adiacenti. Molte bombe vennero lanciate sul Pozzarello; altre caddero a poco più di duecento metri dal Convento dei Padri Passionisti, dove molte famiglie sfollate si erano rifugiate.
Il 20 marzo alle ore 13:00 ventiquattro bombardieri colpirono il paese e la costa fino a Santa Liberata, provocando numerosi danni alla ferrovia e alla strada. Nel primo pomeriggio nella stessa zona caccia tedeschi e americani intrapresero un combattimento.
Il 29 marzo alle 15:10 dodici caccia bombardieri lanciarono ordigni sulla Pilarella.
Il 30 marzo alle ore 10:30 si verificò l'ultima incursione del mese.

### Aprile 1944
Nella notte del 1º aprile alcune bombe vennero sganciate sul paese. Il giorno seguente furono colpiti a ondate successive Porto Santo Stefano e il Pozzarello. In entrambi i casi fu violenta la risposta della contraerea.
Il 3 aprile alle ore 20:30 il paese venne bombardato per otto ore consecutive. Un'incursione della stessa durata sarebbe stata effettuata anche il giorno successivo.
Il 4 aprile alle ore 21:35 Porto Santo Stefano subì di nuovo un'incursione della durata di otto ore.
Il 14 aprile alle ore 21:00 venne bombardato il porto e la costa nord-occidentale di Monte Argentario, in particolare la località Cala Grande.
Il 16 aprile alle ore 21:30 il porto subì un bombardamento che si protrasse per sette ore, coinvolgendo anche la rada del Pozzarello. Durante l'attacco vennero colpite due motozattere tedesche e un motoveliero.
Il 19 aprile alle ore 23:00 un nuovo raid colpì il porto, che sarebbe stato attaccato altre due volte il 20 e il 21 aprile alle ore 22:00. Le incursioni contro il porto sarebbero continuate il 22 e il 24 aprile.
Il 28 aprile alle ore 7:00 dodici caccia colpirono prima la stazione di Orbetello, poi Porto Santo Stefano. Intorno alle ore 14:30, circa 600 aerei effettuarono un bombardamento a tappeto in otto ondate, distanti 8-10 minuti l'una dall'altra. Fu il più massiccio bombardamento del promontorio, sia per il numero incredibile di aerei partecipanti all’incursione, sia per la durata e la quantità di bombe sganciate dai velivoli. Le contraeree situate nel Tombolo della Giannella riuscirono ad abbatterne due, provocando la morte dei membri di entrambi gli equipaggi. Alle ore 17:00 alcuni caccia sganciarono bombe sugli edifici della Pilarella e della Fortezza. Due ore dopo svariati ordigni vennero lanciati sui cannoni tedeschi presso il Tombolo della Giannella. In piena notte venne effettuata l'ultima incursione del mese, che concluse la più terrificante giornata vissuta dal capoluogo dell’Argentario.

### Maggio 1944

Il monumento ai caduti della prima guerra mondiale di Porto Santo Stefano, realizzato nel 1922 e distrutto dai bombardamenti del 1943.

L'11 maggio alle ore 10:00 ripresero i bombardamenti sul porto con l'obiettivo di distruggere ciò che restava dei mezzi di rifornimento tedeschi. Alle 23:00 dello stesso giorno il lancio di un bengala annunciò l'ennesima incursione.
Il 12 maggio alle ore 9:30 il paese venne colpito a più ondate. Alcune bombe caddero molto vicino al Convento dei Padri Passionisti, provocando gravi danni alla chiesa. L'incursione sarebbe continuata fino a tarda notte, seguita da altri due raid il 15 e il 16 maggio.
Nel primo pomeriggio del 17 maggio circa 250 bombardieri colpirono Porto Santo Stefano, il Pozzarello, Orbetello e i Tomboli di Giannella e di Feniglia. I Tedeschi, recatisi sulla vetta del monte, distrussero la croce monumentale costruita nel 1933, che costituiva un punto di riferimento per i bombardieri. Alle 22:00 dello stesso giorno il paese subì un bombardamento di due ore.

### Giugno 1944
Il 7 giugno alle ore 14:00 bombardieri anglo-americani colpirono per l'ultima volta il porto, affondando ciò che restava delle imbarcazioni tedesche.
I Tedeschi si prepararono alla ritirata. Tuttavia, prima di andarsene, distrussero la chiesa parrocchiale, già profondamente danneggiata dalle bombe, la "Croce del Predicatore" e altri edifici scampati agli ordigni.

## I danni di guerra

### Bilancio generale dei danni
Le bombe cadute su Porto Santo Stefano l'8 dicembre del 1943 distrussero parte del patrimonio edilizio. In questa occasione venne ridotto in frantumi il monumento ai Caduti della prima guerra mondiale su cui si ergeva la statua del Milite Ignoto.
Alla fine della serie di bombardamenti, del paese non rimaneva che una montagna di rovine e di macerie: gli edifici erano stati rasi al suolo o comunque pesantemente danneggiati, il porto, bersaglio principale delle incursioni, era un ammasso di lamiere contorte e barche distrutte.
Prima di lasciare Porto Santo Stefano, i tedeschi fecero saltare in aria gli edifici più significativi risparmiati dai raid aerei: il Municipio, l'ufficio postale, il Siluripedio e la chiesa settecentesca di Santo Stefano e la croce monumentale "Croce del Predicatore" sul Monte Argentario. Rimasero in piedi: il campanile e la Fortezza spagnola.
Dalla numerosa documentazione storica emerge che la risposta della contraerea tedesca si rivelò inadatta per contrastare efficacemente gli anglo-americani e sia le bombe che gli atti di rappresaglia dei tedeschi in ritirata, causarono la perdita di 165 civili e del 96% del patrimonio edilizio.

### La distruzione della ferrovia Orbetello – Porto Santo Stefano

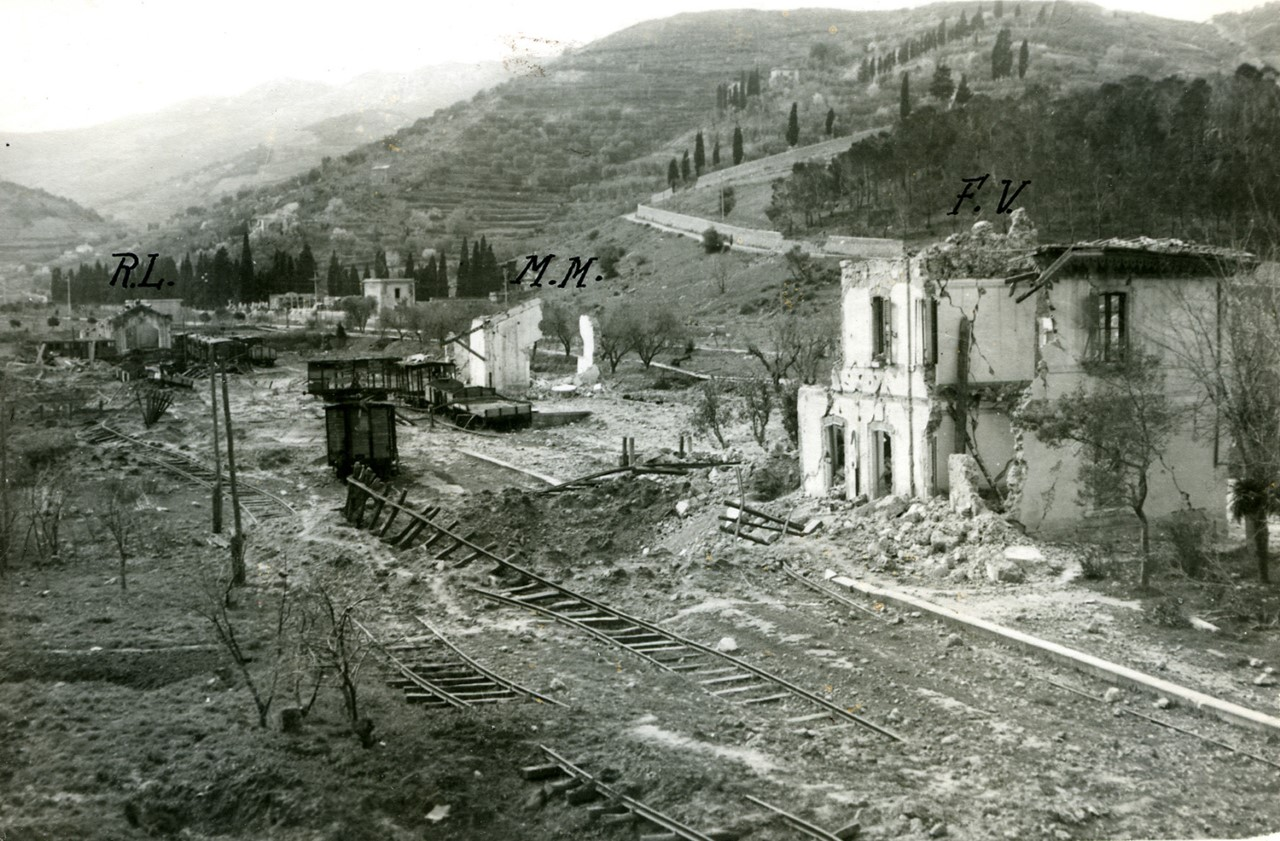
Gli impianti della stazione di Porto Santo Stefano distrutti dalle bombe

Un danno rilevante inflitto al territorio fu la perdita della linea ferroviaria Orbetello – Porto Santo Stefano, dovuta alle bombe che ne colpirono le installazioni. Le incursioni sulle infrastrutture ferroviarie e sulla stazione, concorsero al suo progressivo smantellamento. Dapprima si registrò una riduzione delle corse giornaliere, in seguito, le incursioni del 2 e 4 marzo 1944 ridussero la stazione di Porto Santo Stefano un cumulo di macerie, decretandone la definitiva chiusura.
La ferrovia venne pertanto sostituita da una pista camionabile, utilizzata prima dai tedeschi, poi dagli alleati dopo il loro arrivo a Porto Santo Stefano nel mese di giugno.
Subito dopo la fine dei bombardamenti l'ingegnere Clelio Carati, direttore della tratta, stilò la lista dei danni subiti: dei 14 chilometri di lunghezza 3,5 presentavano interruzioni e buche dovute all'impatto delle bombe; il piazzale della stazione era stato completamente raso al suolo; quasi tutti i fabbricati situati lungo il tratto ferroviario erano stati abbattuti, altri rimasero pesantemente danneggiati; infine le locomotive e quasi tutte le vetture erano state distrutte.
Per i danni legati alla ferrovia la Società Nazionale Ferrovie e Tramvie (SNFT), che ne aveva gestito il servizio durante gli anni di attività, avrebbe riscosso nel marzo del 1982 un risarcimento di L.32.208.171, che comunque non venne utilizzato per il ripristino della rete ferroviaria.

## La ricostruzione

### Il ritorno alla vita
Dopo la liberazione, gli sfollati cominciarono a cercare la propria casa, o quello che ne era rimasto, e a sgomberare le macerie. Nel frattempo, si avviarono i primi lavori di ricostruzione. Il numero di vittime non era però finito: molti uomini, tornati dai vari fronti, morirono per le malattie contratte in guerra e in prigionia; molti altri, ripresa la professione di naviganti, morirono a seguito di naufragi causati dallo scoppio di bombe cadute in mare e rimaste inesplose.
I locali della Fortezza spagnola vennero adibiti provvisoriamente a Municipio: qui si trovava la sede del Sindaco, l'Anagrafe e il comando dei Carabinieri. In assenza di una chiesa, venne scelto uno stabile particolarmente spazioso per la celebrazione dei riti religiosi. Dopo la liberazione dell'Argentario, nel luglio 1944, fu nominato Commissario dal Comando Alleato il tenente colonnello Riccardo Ricci, al quale seguì nel mese di ottobre il Sindaco Giuseppe Baschieri Salvadori.

### La graduale ricostruzione

Militari americani tra le rovine di Porto Santo Stefano nel 1944

Nel frattempo gli amministratori comunali si preoccuparono dell'assetto urbanistico del paese. I primi lavori di ricostruzione riguardarono il ripristino delle opere marittime e portuali: il porto venne immediatamente ripulito dai relitti affondati, da molte delle numerose bombe inesplose e dalle macerie degli edifici crollati. Si presero una serie di provvedimenti volti per esempio alla ristrutturazione della banchina, alla costruzione di tredici magazzini portuali per la raccolta del pesce, alla riparazione degli scali. Questi e molti altri lavori si sarebbero protratti fino al 1948 per una spesa complessiva di L.18.324.006.
In concomitanza con i primi interventi in ambito portuale, sin dall'arrivo degli Alleati si provvide ad avviare il lavoro di riattivazione dei servizi essenziali: si sgombrarono le macerie dal centro abitato; vennero restaurate case per dare asilo a coloro che erano rimasti senza tetto; alcuni locali vennero adibiti provvisoriamente a scuola; vennero costruiti un forno per la cottura del pane, una farmacia, un mattatoio, un frantoio; venne provvisoriamente messo in funzione il cimitero; vennero restaurati l'impianto di pubblica illuminazione e una condotta idrica; venne sistemata infine la viabilità interna. Questi lavori, costati L.20.897.000, furono finanziati dal Comando Militare Alleato, che rimase al governo della provincia di Grosseto fino alla liberazione della Toscana del 1945.

Il rione Pilarella parzialmente ricostruito nel 1947

Successivamente l'Ufficio del Genio civile di Grosseto si fece carico della ricostruzione di Monte Argentario, coadiuvato dall'amministrazione comunale. Questi organi continuarono l'opera iniziata di riparazione di case danneggiate o distrutte, di ripristino delle opere pubbliche ed edifici religiosi. Nonostante il ritmo frenetico dei lavori venisse minato da diversi eventi tragici, quali un'epidemia di tifo nel 1946, seguita da una terribile alluvione e dall'esplosione della nave Panigaglia l'anno successivo, l'attività lavorativa continuò a essere orientata alla ricostruzione del paese. Gli interventi non si limitavano più alla sola riedificazione, ma anche alla realizzazione di nuove opere tendenti allo sviluppo edilizio e turistico della zona e al miglioramento delle condizioni di vita: vennero costruiti 286 alloggi per i senzatetto, lavatoi, bagni pubblici, ambulatori; vennero ripristinati l'acquedotto e le fognature; vennero ricostruiti la chiesa parrocchiale, l'edificio scolastico, il palazzo comunale e il cimitero; vennero ripristinate le pavimentazioni stradali e il fabbricato della Capitaneria di Porto; infine venne restaurata la Caserma della Guardia di Finanza. Questi ed altri lavori costarono L.2.281.584.000.
Nel 1954 la ricostruzione poteva dirsi terminata data la funzionalità degli edifici pubblici e la presenza di alloggi sufficienti per la popolazione, con il graduale ritorno alla normalità, ripresero alcune iniziative socio-culturali e sportive.

## Onorificenze e monumenti in onore dei Caduti

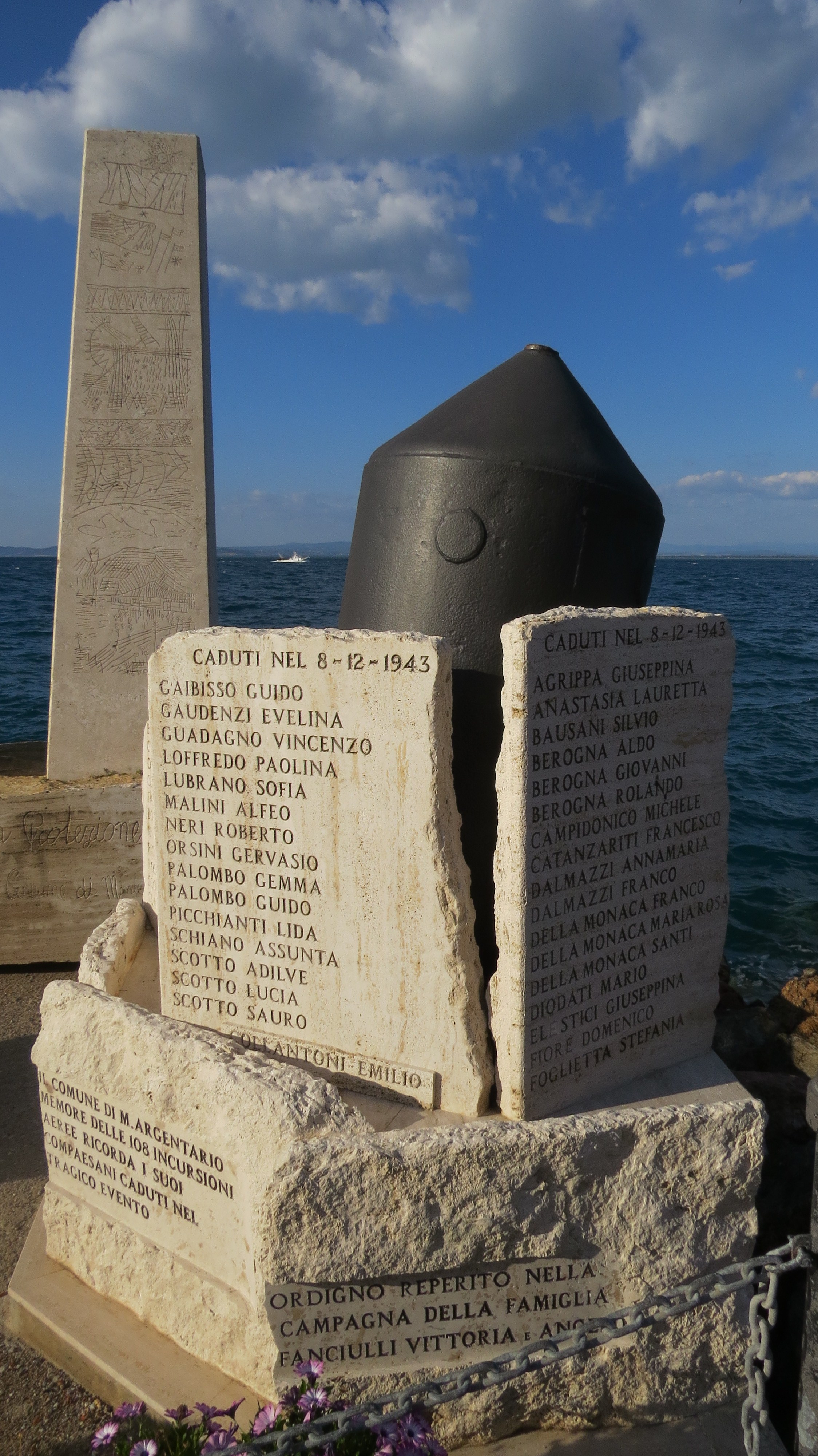
Monumento ai Caduti sotto i bombardamenti del 1943-1944

Nel 1961 il comune ricevette la Medaglia di bronzo al Valor Civile per il tributo di sacrifici e di sangue che aveva dato durante gli anni di guerra. La motivazione fu la seguente:

### Il monumento alla memoria dei Caduti civili sotto i bombardamenti
Nel 2008, in occasione del 65º anniversario del primo bombardamento, l'amministrazione comunale ha eretto un monumento a ricordo dei civili caduti nelle incursioni aeree. Si trova sul lungomare dei Navigatori, a Porto Santo Stefano ed è composto da una bomba d'aereo disattivata e due steli con i nomi dei caduti. L'ordigno, uno dei tanti che ancora oggi si possono trovare nel territorio comunale, è stato posizionato accanto ad un altro monumento già presente, dedicato alla Protezione civile.